# March of Empires
March of Empires (с англ. — «Марш империй») — компьютерная игра в жанре стратегии в реальном времени, изданная и опубликованная Gameloft в 2015 году.

## Игровой процесс
В игре сервера изображены в виде островов в море. Каждый остров является королевством, в котором игроки изображены в виде замков. Главная цель игры — развить свой город с помощью постройки и улучшения зданий, обучения армии, исследования технологий.
В каждом королевстве есть император — игрок с самой большой силой. Он может издавать законы, которые другие игроки должны выполнять. Император также может назначать на должности имперских советников других игроков. В игре есть 8 титулов советников: Казначей, Страж, Маршал, Лесничий, Разведчик, Археолог, Шут и Паяц. В игре существуют 5 типов ресурсов: пища, камень, древесина, железо и серебро.
Игрок может нападать на лагеря, чтобы получать опыт чемпиона. В игре чемпион имеет 90 уровней. Игрок может также нападать на другие замки. Замок игрока имеет 35 уровня.

### Фракции
Начиная игру, игрок выбирает одну из 4 фракций:
- Короли высокогорья.
- Султаны пустыни.
- Северные цари.
- Сегунат.

Тип фракции влияет на облик юнитов и зданий, а также на отряд фракции.

### Территории и альянсы
В March of Empires игроки могут объединяться в альянсы с ограничением не более 100 участников. В игре действует дипломатия. Территории альянса могут иметь ранг от 1 до 7. Альянс может контролировать не более 20 территорий (столиц).

## Оценки
| Иноязычные издания | Иноязычные издания |
| Издание            | Оценка             |
| ------------------ | ------------------ |
| 148apps            | 3,5/5              |
| Gamezebo           | 2,5/5              |

По данным Metacritic игра получила средние оценки критиков.